# Anton Dahlberg
Anton Dahlberg (Växjö, 10 de maio de 1985) é um velejador sueco, medalhista olímpico.

## Carreira
Dahlberg participou dos Jogos Olímpicos de Verão de 2020 em Tóquio, onde participou da classe 470, conquistando a medalha de prata ao lado de Fredrik Bergström após finalizar a série de treze regatas com 45 pontos. Depois dessa edição, a classe 470 passou a ser mista, e Dahlberg juntou-se a Lovisa Karlsson para conseguir o bronze nos Jogos de 2024.